# Malasia en los Juegos Olímpicos de Londres 2012
Malasia estuvo representada en los Juegos Olímpicos de Londres 2012 por un total de 29 deportistas, 16 hombres y 13 mujeres, que compitieron en 9 deportes.
La portadora de la bandera en la ceremonia de apertura fue la saltadora Pandelela Rinong.

## Medallistas
El equipo olímpico malasio obtuvo las siguientes medallas:
| Nombre           | Deporte   | Competición       |
| ---------------- | --------- | ----------------- |
| Oro              |           |                   |
| —                |           |                   |
| Plata            |           |                   |
| Lee Chong Wei    | Bádminton | Individual M      |
| Bronce           |           |                   |
| Pandelela Rinong | Saltos    | Plataforma 10 m F |